# Diaea mikhailovi
Diaea mikhailovi es una especie de araña cangrejo del género Diaea, familia Thomisidae. Fue descrita científicamente por Zhang, Song & Zhu en 2004.

## Distribución
Esta especie se encuentra en China.